# Grön flaggpapegoja
Grön flaggpapegoja (Prioniturus luconensis) är en starkt utrotningshotad papegojfågel som förekommer i Filippinerna.

## Utseende och läte
Grön flaggpapegoja är som namnet avslöjar en grön papegojfågel, med mörkare vingar och spatelliknande förlängda stjärtfjädrar. Hanen är lysande gulgrön på huvud och bröst, medan honan är mer enhetligt jämngrön. Näbben är gråvitaktig. Bland lätena hörs olika skrovliga skrin uppblandat med mer musikaliska fraser.

## Utbredning och systematik
Fågelns utbredningsområde är i norra Filippinerna (lågländer på Luzon och Marinduque). Den behandlas som monotypisk, det vill säga att den inte delas in i några underarter.

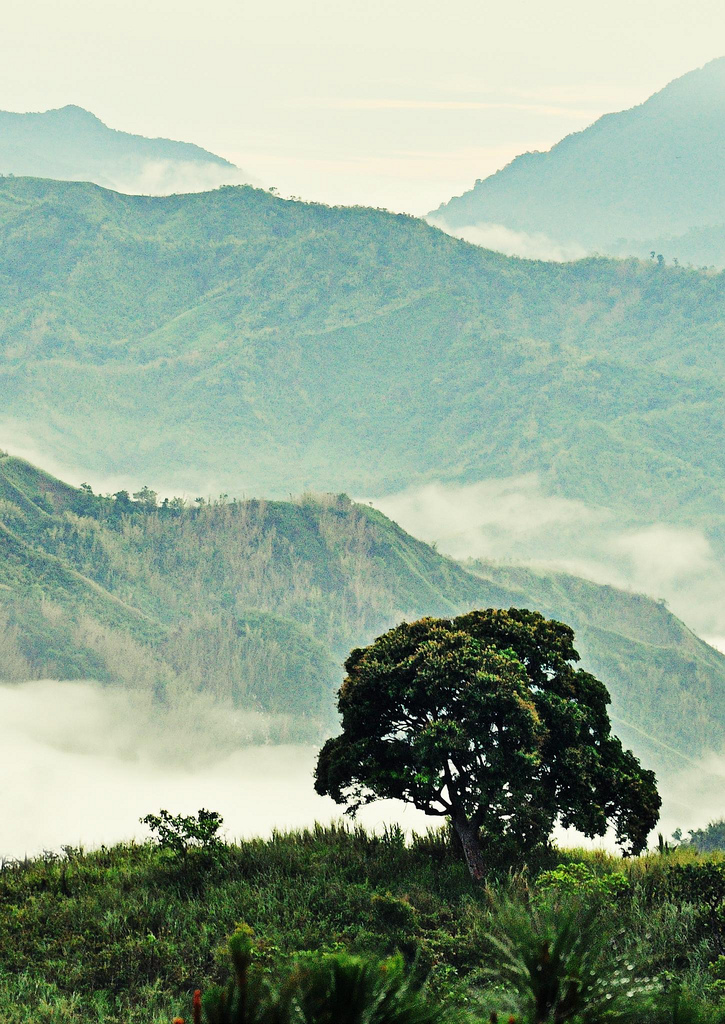
I princip hela världspopulationen av grön flaggpapegoja återfinns idag i Sierra Madre-bergen på norra Luzon.

## Status
IUCN kategoriserar arten som starkt hotad.